# Mackmyra
Mackmyra (de nom complet Mackmyra Svensk Whisky AB), és una destil·leria sueca de whisky pur de malt. Rep el nom del poble de Mackmyra on es va establir la primera destil·leria, prop de Valbo, al sud-oest de Gävle. El topònim se sol derivat dels noms suecs nattflyn (noctúids) i de myr. Avui en dia els noctúids han desaparegut gairebé de l'actual Mackmyra, degut al rebrot progressiu del sòl resultat del desglaç de la capa de gel fa 10.000 anys.
Mackmyra Svensk Whisky AB és una empresa de capital obert, la qual des del desembre de 2011 cotitza al mercat d’inversions alternatives NASDAQ OMX. L'empresa compta amb uns 45 empleats amb uns ingressos anuals d’uns 100 milions de corones sueques i el seu principal accionista és la cooperativa de pagesos Lantmännen.

## Productes
Gamma estàndard

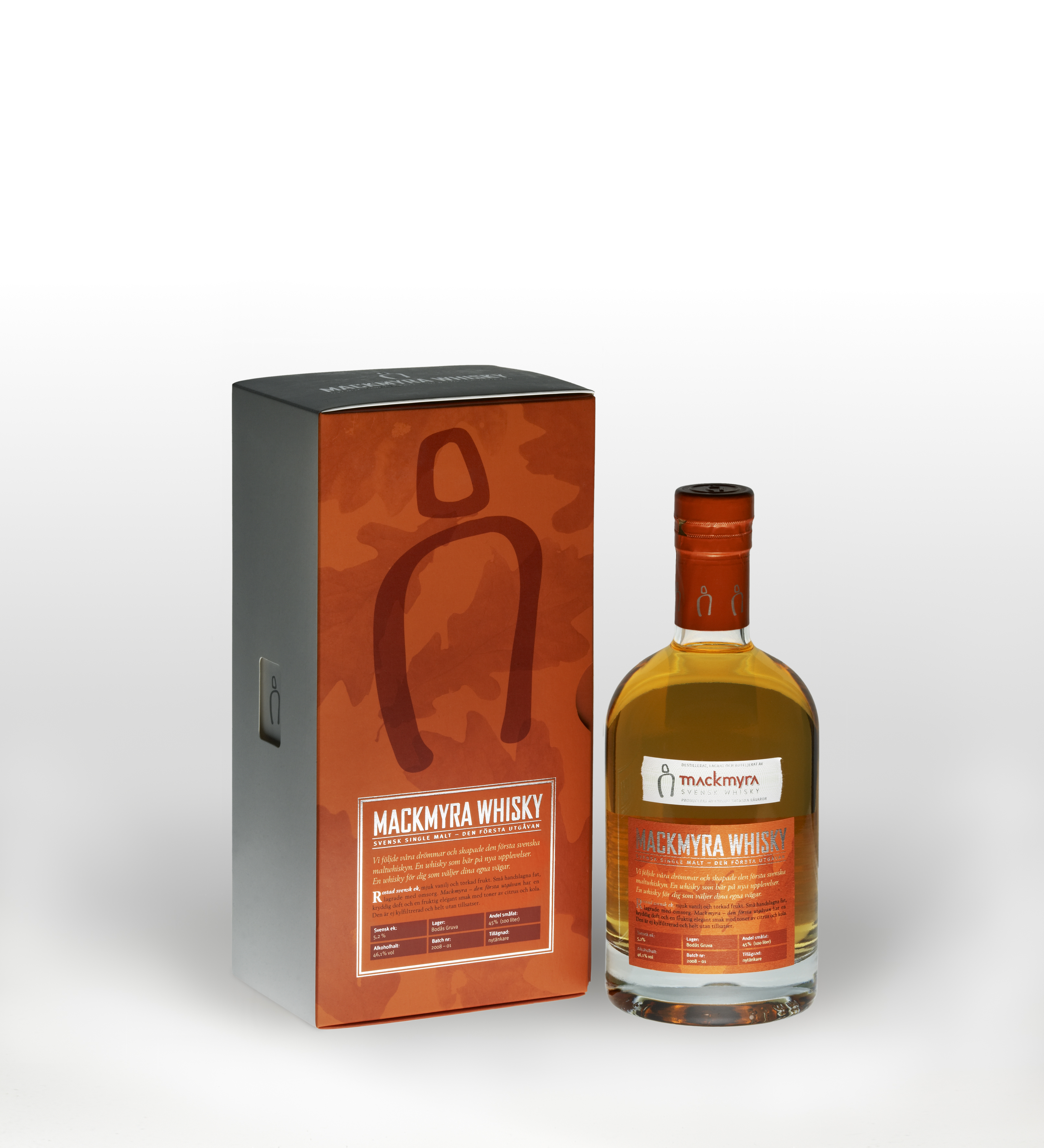
Mackmyra The First Edition, caixa i ampolla 1 litre.

- The First Edition (Grau alcohòlic 46.1%) -Introduït el 2008, i el primer whisky suec produït en gran volum des del Skeppets Whisky.
- Mackmyra Brukswhisky (Grau alcohòlic 41.1%) – Introduït el 2010, i venut internacionalment com a The Swedish Whisky.
- Mackmyra Svensk Rök (Grau alcohòlic 46.1%) – Introduït el 2013, i el primer whisky suec pur de malt amb aroma fumat.

Edicions especials
- Mackmyra Midvinter – Una edició limitada emesa el novembre de 2013.
- Mackmyra Midnattssol - Una edició limitada emesa el maig de 2014.
- Mackmyra Moment – Una sèrie de whisky de barril triada a mà i seleccionada pel mestre mesclador.
- Mackmyra Reserve – Un whisky d’un sol barril fet per encàrrec i emmagatzemat en bótes de 30 litres. El client tria la recepta i el tipus de barrica.[7]
- Mackmyra 10 år – Whisky de 10 anys d'edició limitada.[8]

Empotellats d'edició especial
- Mackmyra Preludium – 2006-2007
- Mackmyra Privus – 2006
- Mackmyra Special – 2008-2013

Altres licors
- Vit Hund (Grau alcohòlic 46.1%) - Un whisky cru sense madurar.
- Bee (Grau alcohòlic 22%) - Un whisky amb licor de mel.

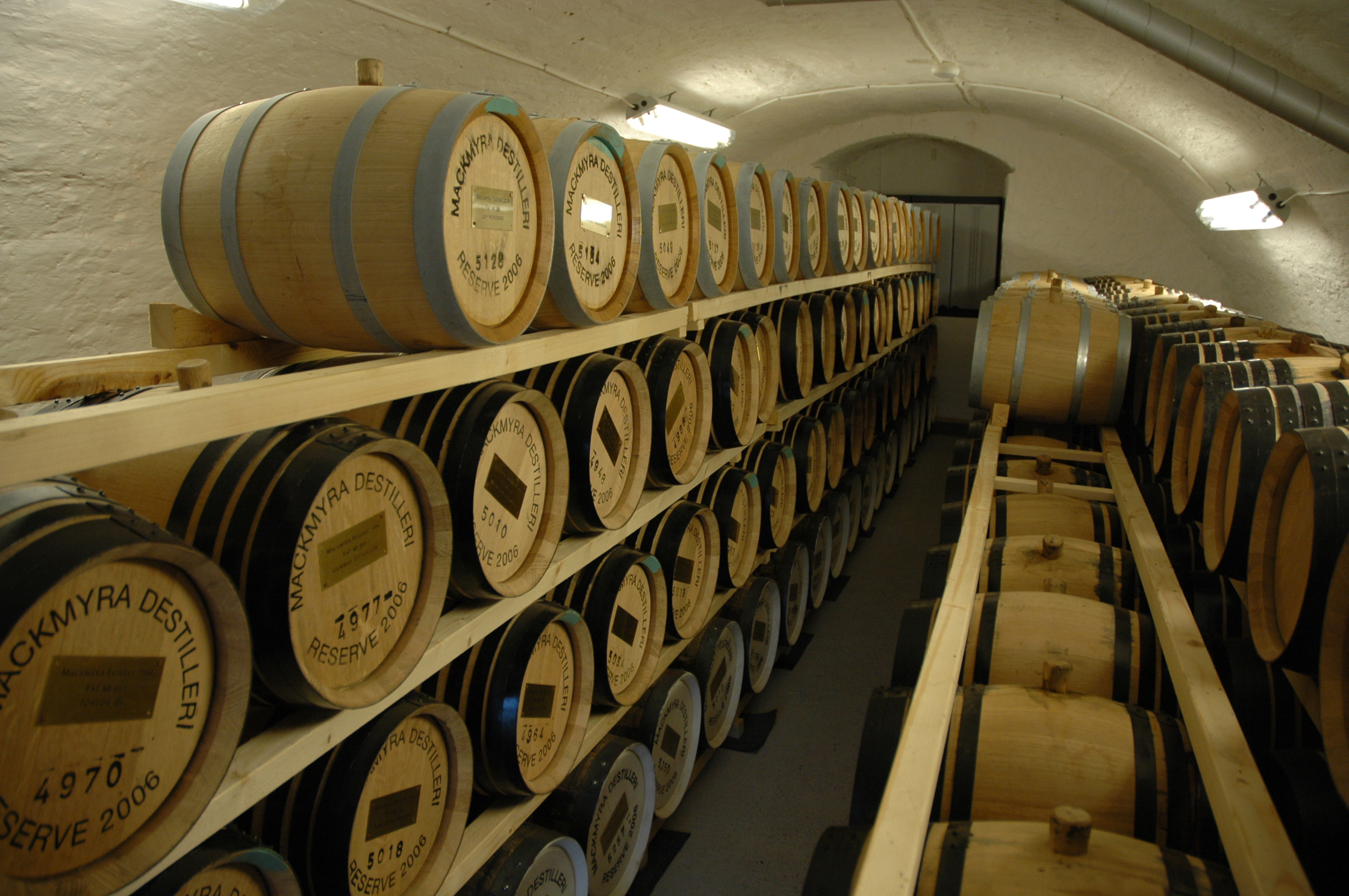
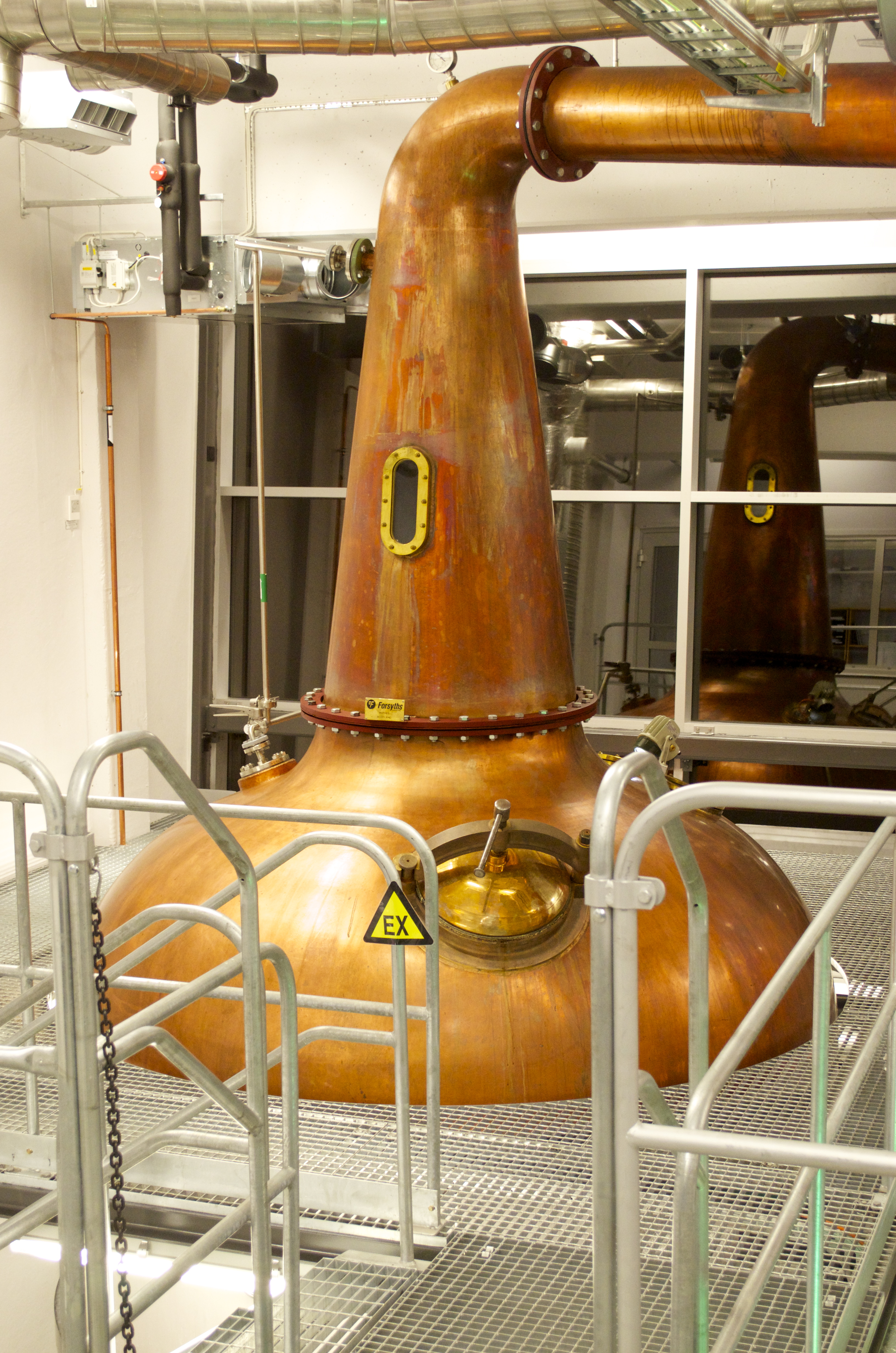
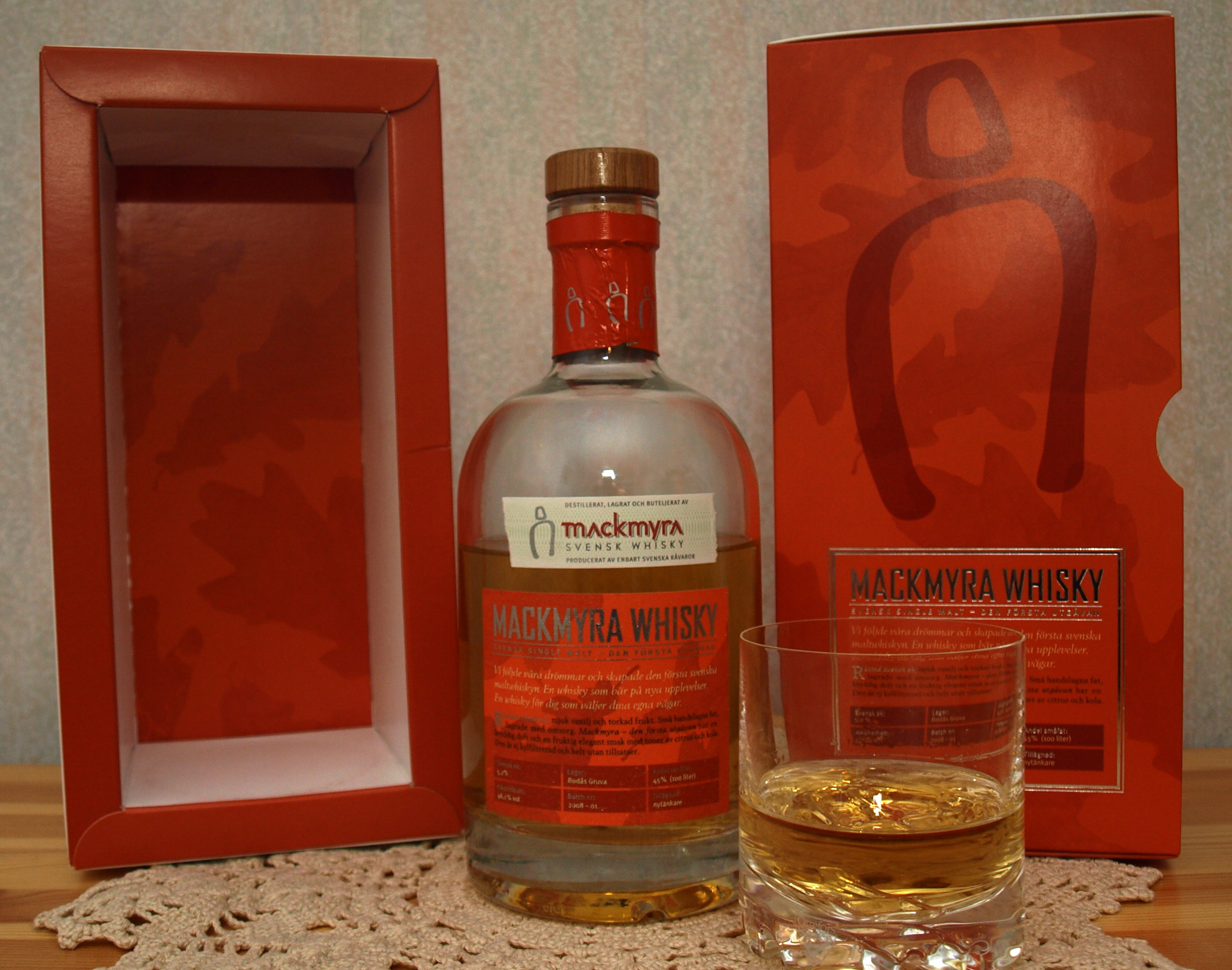